# Sabiá-da-praia
O sabiá-da-praia (nome científico: Mimus gilvus) é uma ave passeriforme residente do sul do México ao norte e leste da América do Sul e nas Pequenas Antilhas e outras ilhas do Caribe.

## Etimologia
O nome do gênero Mimus vem do latim e significa "mímico" e o epíteto específico gilvus também vem do latim e significa "amarelo pálido". O nome popular "sabiá" originou-se no tupi sawi'a, em sentido definido. Antenor Nascentes registrou o tupi haabi'a e o vocábulo ocorre no VLB como çabîâ. Foi registrado pela primeira vez em 1618 como sabia e em 1728 como sabiá e sabiâ.

## Taxonomia e sistemática
O sabiá-da-praia já foi considerado coespecífico com seu parente vivo mais próximo, o tordo-imitador (Mimus polyglottos), e forma uma superespécie junto a ele. O criticamente ameaçado sabiá-de-socorro (Mimus graysoni) também é mais próximo a esses dois do que se acreditava anteriormente.
O sabiá-da-praia tem estas dez subespécies:
- M.g. gracilis (Cabinis, 1851)
- M.g. leucophaeus (Ridgway, 1888)
- M.g. antillarum (Hellmayr & Seilern, 1915)
- M.g. tobagensis (Dalmas, 1900)
- M.g. rostratus (Cabinis, 1851)
- M.g. melanopterus (Lawrence, 1849)
- M.g. gilvus (Vieillot, 1808)
- M.g. tolimensis (Ridgway, 1904)
- M.g. antelius (Oberholser, 1919)
- M.g. magnirostris (Cory, 1887)

Foi sugerido que M.g. antelius e M. g. magnirostris  sejam espécies separadas, mas as evidências morfológicas e vocais às possíveis divisões são fracas.

## Descrição
Os sabiás-da-praia adultos tem de 23 a 25,5 centímetros (9.1 a 10 polegadas) de comprimento. Os pesos médios de várias subespécies variam muito. Os adultos da subespécie nominal são cinzas na cabeça e nas partes superiores e têm uma lista supraciliar esbranquiçada e uma faixa escura no olho. As partes inferiores são esbranquiçadas, com asas enegrecidas com duas barras brancas e bordas brancas nas penas de voo. Têm uma longa cauda escura com pontas de penas brancas, um bico preto fino com uma ligeira curva para baixo e pernas longas e escuras. Os juvenis são mais marrons no peito e os flancos têm listras escuras. As subespécies variam em tamanho geral e comprimento das asas e cauda, a intensidade das cores das penas, na extensão das marcações e na cor dos olhos. M.g. magnirostris é o maior e tem o bico significativamente mais pesado que os demais; M.g. tolimensis também é maior que o nominal.

## Distribuição e habitat
As subespécies do sabiá-da-praia são distribuídas assim:
- M.g. gracilis, sul do México ao sul de Honduras e El Salvador
- M.g. leucophaeus, na Península de Iucatã e Cozumel e outras ilhas fora da costa
- M.g. antillarum, as Pequenas Antilhas de Antígua ao sul
- M.g. tobagensis, Trindade e Tobago
- M.g. rostratus, ilhas do sul do Caribe de Aruba a leste de Blanquilla
- M.g. melanopterus, norte e nordeste da Colômbia, Venezuela, Guiana e estado brasileiro de Roraima
- M.g. gilvus, Suriname e Guiana Francesa
- M.g. tolimensis, oeste e centro da Colômbia ao sul até o extremo norte do Equador; El Salvador para Panamá
- M.g. antelius, litoral nordeste e leste do Brasil ao sul do estado do Rio de Janeiro
- M.g. magnirostris, Ilha de Santo André no leste da Nicarágua

A população de M.g. tolimensis em El Salvador, Nicarágua, Costa Rica e Panamá é descendente de aves de gaiola fugitivas importadas da Colômbia. O sabiá-da-praia é comum na maioria dos habitats abertos, inclusive perto de habitações humanas. Exemplos incluem cerrados, savanas, parques e terras agrícolas. Eles evitam mata fechada e manguezais. É uma ave das terras baixas a altitudes médias; chega a cerca de 2500 metros na América Central e no norte dos Andes. Foi encontrado tão alto quanto 2600 metros na Colômbia e 3 100 metros no norte do Equador.

## Comportamento

### Alimentando
O sabiá-da-praia forrageia no chão ou na vegetação baixa; também captura insetos voadores, como cupins em enxame enquanto voa. É onívoro; sua dieta inclui uma variedade de artrópodes (como aranhas, gafanhotos e besouros), sementes, pequenos frutos, frutos cultivados maiores (como mangas), lagartos, ovos de pássaros e alimentos humanos.

### Reprodução
O sabiá-da-praia geralmente nidifica desde o final da estação chuvosa através de todo o período de transição até o novo início da próxima estação chuvosa. Durante esse longo período, muitas vezes produzirá três ninhadas. É monogâmico, mas a reprodução cooperativa foi registrada  com os jovens da ninhada anterior atuando como ajudantes. Defende agressivamente seu território contra pássaros de sua própria espécie e de outras espécies, além de animais predadores. Ambos os sexos constroem o ninho usando galhos grossos forrados com material mais macio e o colocam embaixo de um arbusto ou árvore. O tamanho da ninhada varia de dois a quatro ovos, mas geralmente são três. A fêmea faz a maior parte da incubação durante o período de 13 a 15 dias. Os filhotes são alimentados por ambos os pais (e ajudantes) no ninho por até 19 dias e então até depois de começarem a emplumar.

### Vocalização
O canto do sabiá-da-praia é "uma sequência variada e longa de notas suaves a ásperas e trinados com repetição considerável de frases". Muitas vezes canta durante a noite. Aparentemente raramente imita outras espécies. Suas chamadas incluem um "ressonante pree-ew" e uma "dura chick".

## Situação
A União Internacional para a Conservação da Natureza (UICN / IUCN) avaliou em sua Lista Vermelha o sabiá-da-praia como sendo de menor preocupação. É "comum e conspícuo em quase todo [seu] alcance". Seu alcance se expandiu em algumas áreas, como para o norte nas Pequenas Antilhas, mas se contraiu no sudeste do Brasil devido à perda de habitat e captura ilegal. No Brasil, em 2005, foi classificado como em perigo na Lista de Espécies da Fauna Ameaçadas do Espírito Santo; e em 2018 como pouco preocupante na Lista Vermelha do Livro Vermelho da Fauna Brasileira Ameaçada de Extinção do Instituto Chico Mendes de Conservação da Biodiversidade (ICMBio) e em perigo na Lista das Espécies da Fauna Ameaçadas de Extinção no Estado do Rio de Janeiro. Em 2021, foi mencionado na Lista de Aves do Ceará.